# 岩名美紗子
岩名 美紗子（いわな みさこ、1976年8月20日 - ）は、日本の元女優、歌手。愛知県名古屋市出身。身長159cm。血液型はO型。
旧芸名は小谷 みさこ、岩名 ミサ、MISA等。

## 略歴
東京パフォーマンスドールではライブメンバー（いわゆる2軍）であった。
翌1993年8月に行われた日本武道館でのコンサートには出演せず、当日会場に「家庭の事情により」脱退する旨の告知が掲示されたが、その年の秋にテレビ朝日の番組「桜っ子クラブ」でオーディションに参加し合格。桜っ子クラブさくら組のメンバーとして活躍した。1994年から1998年まで、ミュージカル『美少女戦士セーラームーン』で火野レイ / セーラーマーズを演じ、その後はライブを中心に活動。1996年はMISA名義で『超光戦士シャンゼリオン』の主題歌『OVER THE TIMES 〜時を超えて』をリリースする。
のちにPino、Amiとして活動していた経験も有る。
2002年に芸能界を引退。現在は結婚し、1児の母。また、主婦業の傍らボイストレーナーをしている。
『セーラームーン』のミュージカルで共演したANZAとは現在でも非常に仲が良く、2011年5月1日に行われたANZAの20周年記念ライブにゲストで参加した。このライブではANZAと共に『ラ・ソウルジャー』等のセラミュ関連の曲をデュエットしたり、自身のソロ曲の「OVER THE TIMES 〜時を超えて」を歌唱した。

## 主な出演作品

### 舞台
- ミュージカル 『美少女戦士セーラームーン』 （1994年 - 1998年2月、サンシャイン劇場 他） - 火野レイ（セーラーマーズ）役 ※2代目
- BOYS BE…ALIVE（1999年、サンシャイン劇場） - 日替わりゲスト

### テレビ
- 中学生日記 （199? - 199?年）
- 桜っ子クラブ （1994年）
- 志村けんのオレがナニしたのヨ? （1995年、フジテレビ）
- Y²club （1996年、テレビ東京） - Y2ギャルズとして

### CM
- 森永エスキモーアイスクリームPino（1995年）

## 出版

### CD
- 『イイじゃん』1995年（Pinoの一人として）
- 『OVER THE TIMES 〜時を超えて』 1996年（MISAとして）
- 『黄色いサクランボ』1996年（Amiの一人として）

### ビデオ
- ファイナルビューティーAmi 1996年

### 写真集
- 『Pino the first』 1995年
- 『Pinoフロッピー写真集』 1995年

## その他
- 1997年：新・男樹の主題歌 「ACTIVITIES FOR YOU」岩名ミサとして歌う
- 1998年：OVA エフィカス この想いを君に… vol1（キングビデオ）のOP「Let's Try Hard」とED「ヤスラギの唄」を歌う
- Misako Kotani - IMDb（英語）